# Oberes Lenninger Tal mit Seitentälern
Das Gebiet Oberes Lenninger Tal mit Seitentälern ist ein mit Verordnung des Regierungspräsidiums Stuttgart vom 1. Juni 1993 ausgewiesenes Naturschutzgebiet (NSG-Nummer 1.152) im Gebiet der Gemeinde Lenningen im baden-württembergischen Landkreis Esslingen. 

## Lage
Das 593,0 Hektar große Naturschutzgebiet liegt am südlichen Ende des Lenninger Tals und erstreckt sich von Grabenstetten bis zum Lenninger Ortsteil Schopfloch. Es liegt im Naturraum 094 –  Mittlere Kuppenalb innerhalb der naturräumlichen Haupteinheit 09 – Schwäbische Alb. Das obere Lenninger Tal mit den Seitentälern Schlattstaller Tal und Donntal stellt neben dem Neidlinger Tal den eindrucksvollsten Talschluss im Albbereich des Regierungsbezirks Stuttgart dar.

## Schutzzweck
Schutzzweck ist die Erhaltung eines zusammenhängenden, naturnahen Gebietes mit zahlreichen verschiedenartigen Lebensräumen seltener und zum Teil vom Aussterben bedrohter Tier- und Pflanzenarten, die Erhaltung des von natürlichen Laubwäldern, Wiesenauen, Felsen, Heiden, Feuchtgebieten und Quellen geprägten Landschaftsbildes sowie die Erhaltung eines Gebietes von großer höhlenkundlicher Bedeutung. 
Der ungewöhnlich hohen biologische Wert des Gebiets wird von dem reichen Nutzungsmosaik mit verschiedenen Waldtypen, Sukzessionsstadien, Halbtrockenrasen, Streuobstwiesen, Grünland, Ackerland, Ufergehölzen, Quellhorizonten, Feuchtgebieten, stehenden und fließenden Wasserflächen, Felsen und Schutthalden begründet. 

## Höhlen

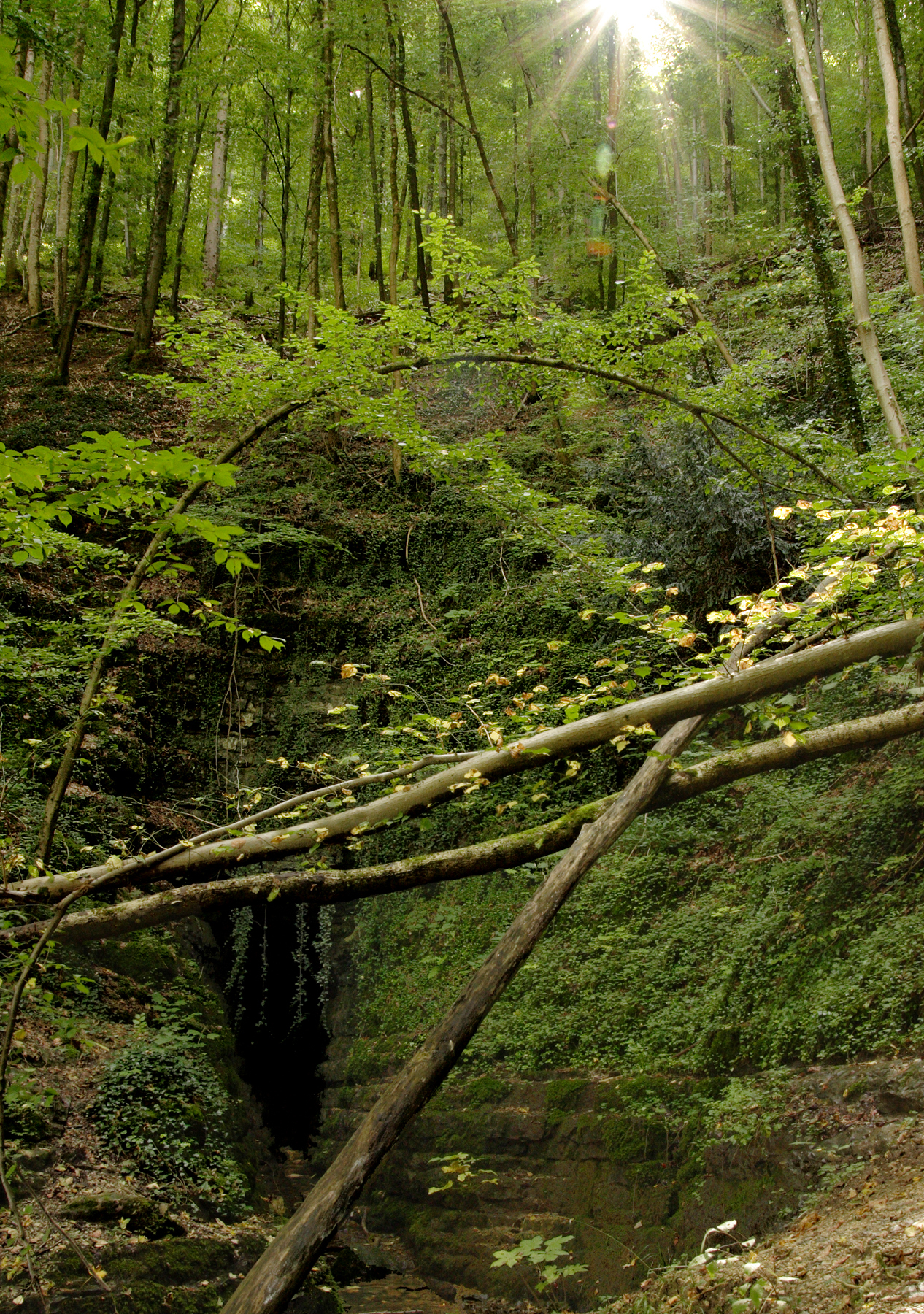
Das Goldloch bei Schlattstall, eine der Höhlen im Schutzgebiet

Eine Besonderheit dieses Gebiets sind die zahlreichen Höhlen, insgesamt wurden 56 Höhlen kartiert und beschrieben. Das Spektrum reicht von Schauhöhlen mit Führungen bis zu kleineren Felsspalten. Die Höhlen sind unter anderem für die Überwinterung von Fledermäusen überregional bedeutsam. Einige Höhlen haben noch schöne Tropfsteinbildungen, gerade diese Höhlen verdienen einen besonderen Schutz, da sie zunehmend ausgeplündert und verunreinigt werden.
Schauhöhlen sind die Gußmannshöhle und die Gutenberger Höhle. Weitere bekannte Höhlen sind das Goldloch, die Mondmilchhöhle, die Schlattstaller Höhlenruine, die Gustav-Jakob-Höhle, der Roßgallschacht, die Kleine Hofener Höhle, die Pfulbhöhle, die Inschriftenhöhle, der Höllsternbröller, die Allradhöhle, die Wolfsschluchthöhle und die Große Schreckenhöhle.